# Ancylodactyla elongata
Ancylodactyla elongata is een krabbensoort uit de familie van de Leucosiidae. De wetenschappelijke naam van de soort is voor het eerst geldig gepubliceerd in 1969 door Zarenkov.